# 国道309号
国道309号（こくどう309ごう）は、三重県熊野市から大阪府大阪市平野区に至る一般国道である。冬季通行止め区間がある。

## 概要
紀伊半島を斜めに横断する道路で、市街地を走る片側2車線の区間もあれば、車両のすれちがいが困難な酷道の区間もある。
起点の三重県熊野市小阪交差点と奈良県吉野郡上北山村天ヶ瀬の区間は、山間を走るもののセンターラインのある片側1車線の道路となっている。このうち、起点（小阪交差点）と熊野市五郷町の区間は国道309号の単独区間、五郷町と吉野郡上北山村天ヶ瀬の区間は国道169号との重複区間である。
吉野郡上北山村天ヶ瀬から吉野郡天川村の奈良県道21号大峯山公園線交点の区間は狭路が連続する。途中、行者還岳を行者還（ぎょうじゃがえり）トンネルで貫く。トンネルの西側には登山者用の有料駐車場がある。天ヶ瀬と川迫ダムの間は旧行者還林道であり、12月から翌年3月まで冬季通行止となる。白倉トンネルを出るとみたらい渓谷となり紅葉の季節などは観光客で賑わうが、路線は狭路なままのため、ハイシーズンは離合可能な場所数か所に係員が出向き交通誘導を行うことがある。
吉野郡天川村の和歌山県道・奈良県道53号高野天川線交差点以北は新川合トンネル、新笠木トンネルなどの整備により徐々に拡幅工事が進んでいる。並行する奈良県道48号洞川下市線は道幅が狭く通行困難な区間があるため、天川村公式サイトなどでは大阪方面から洞川温泉に向かう場合に国道309号をアクセスルートとして案内している。
吉野郡大淀町と大阪府南河内郡河南町の区間はセンターラインのある片側1車線の道路となっている。御所市の吉野口駅付近や御所市と千早赤阪村を結ぶ水越峠では1997年（平成9年）にバイパス道路が完成した。
南河内郡河南町から大阪市平野区瓜破交差点の区間は、ほぼ全線が片側2車線の4車線となっている。特に富田林市と堺市美原区の区間は立体交差が多く信号機が少ない。また松原市の北側では阪神高速14号松原線の三宅ランプと接続している。このため、松原市や富田林市のみならず、高速道路のない河内長野市と大阪市を結ぶ重要な幹線道路となっていることから、この区間は通行量が多い。堺市美原区の舟渡南交差点および舟渡北交差点と松原市内は渋滞が頻発している。
大阪市平野区瓜破交差点と同区平野馬場交差点（終点）の区間は幹線道路から外れており、国道479号との重複区間である瓜破交差点 - 喜連西池交差点の約200 mの区間を除き、この区間は片側1車線の2車線道路となっている。

### 路線データ
一般国道の路線を指定する政令に基づく起終点および重要な経過地は次のとおり。
- 起点：熊野市（小阪交差点 = 国道42号交点）
- 終点：大阪市（平野区、平野馬場交差点 = 国道25号・国道165号交点）
- 重要な経過地：奈良県吉野郡下北山村、同郡上北山村、同郡大淀町、御所市、富田林市、松原市
- 総延長 : 124.7 km（三重県 15.7 km、大阪府 20.6 km、大阪市 4.6 km、堺市 5.1 km、奈良県 78.8 km）重用延長を含む[4][注釈 2]
- 重用延長 : 6.1 km（三重県 6.0 km、大阪府 - km、大阪市 - km、堺市 - km、奈良県 0.1 km）[4][注釈 2]
- 未供用延長 : なし[4][注釈 2]
- 実延長 : 118.6 km（三重県 9.6 km、大阪府 20.6 km、大阪市 4.6 km、堺市 5.1 km、奈良県 78.7 km）[4][注釈 2]
  - 現道 : 104.3 km（三重県 9.6 km、大阪府 19.0 km、大阪市 4.6 km、堺市 5.1 km、奈良県 66.0 km）[4][注釈 2]
  - 旧道 : 11.4 km（三重県 - km、大阪府 1.6 km、大阪市 - km、堺市 - km、奈良県 9.8 km）[4][注釈 2]
  - 新道 : 2.9 km（三重県 - km、大阪府 - km、大阪市 - km、堺市 - km、奈良県 2.9 km）[4][注釈 2]
- 指定区間：なし[5]

## 歴史
- 1970年（昭和45年）4月1日 - 一般国道309号（熊野市 - 大阪市）として指定。
- 1975年（昭和50年）4月1日 - 吉野郡上北山村 - 吉野郡下市町の経路を国道169号重複から吉野郡天川村経由に変更[注釈 3]。
- 1976年（昭和51年）10月 - 吉野郡上北山村天ヶ瀬 - 吉野郡天川村川迫ダムに行者還林道が開通[注釈 4]。
- 2002年（平成14年）4月1日 - 吉野郡上北山村天ヶ瀬 - 吉野郡天川村川迫ダムの行者還林道が国道309号に編入。

## 路線状況
奈良県山間部の天ヶ瀬と川迫ダムの間はいわゆる「酷道」である。しかし大峰山系の山上ヶ岳や八経ヶ岳はここを通らなければアクセスできない。この区間はかつては林道だったが2002年に国道に編入された。上北山 - 天川間は、みたらい渓谷の沢に沿って延びているが、道路幅員は1車線と狭く、路上まで岩がせり出している崖道である。このあたりでは「落盤注意」の注意喚起看板が道端に設置されている。行者還岳の山頂付近には、林道時代からあった素掘りトンネルである行者還トンネルが1 km以上にわたり山の岩盤を貫通している。トンネル内は1車線以上の幅があり、対向車とすれ違うことが可。

### 別名
- 東熊野街道
- 富田林街道
- 下市街道

### バイパス

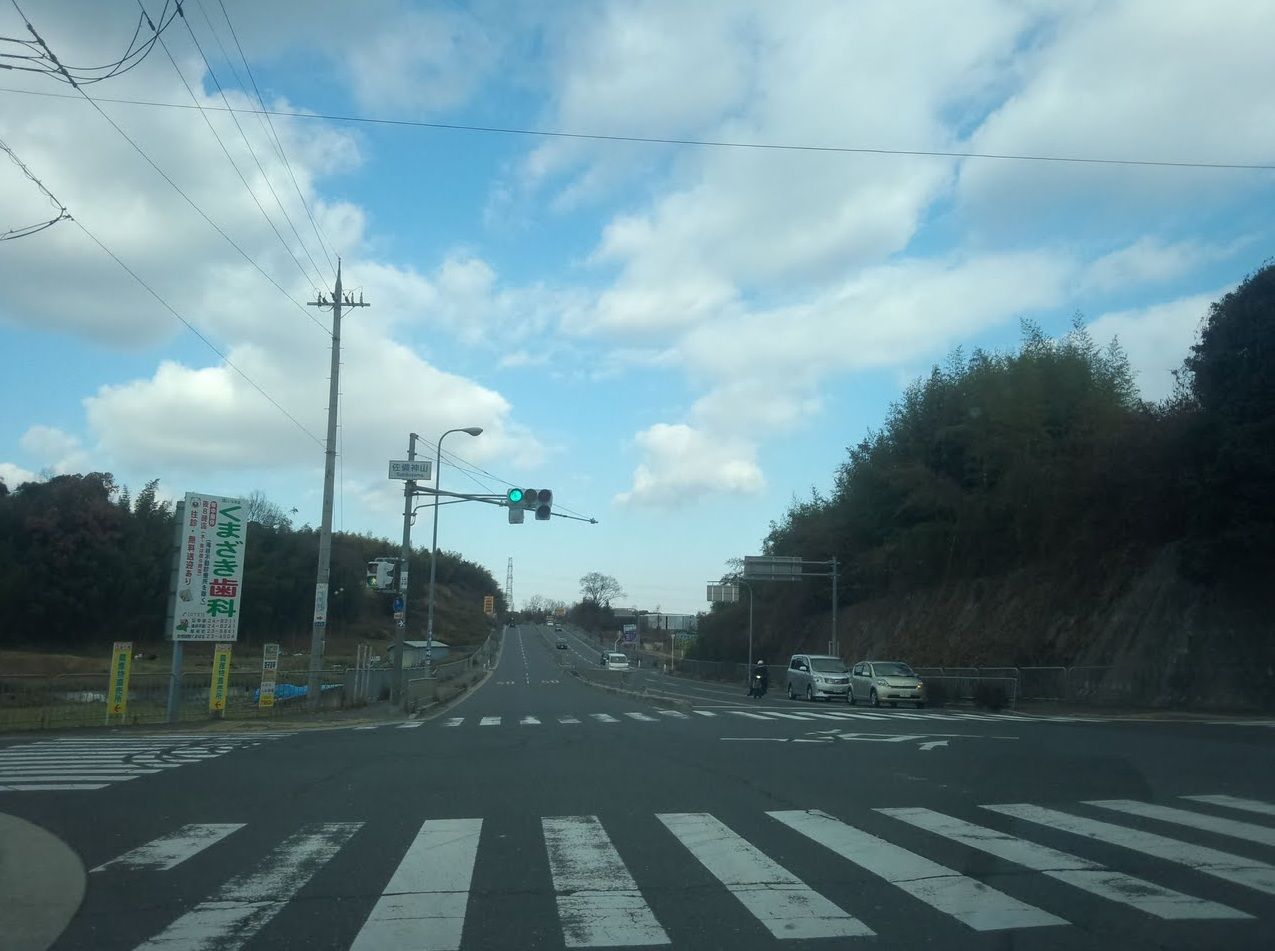
富田林バイパス

- 笠木道路
- 丹生バイパス
- 広橋バイパス
- 戸毛バイパス
- 関屋バイパス
- 水越道路
- 河南赤阪バイパス
- 富田林バイパス

### 重複区間
- 国道169号（三重県熊野市五郷町桃崎 - 奈良県吉野郡上北山村西原天ヶ瀬）
- 国道425号（奈良県吉野郡下北山村・上池原交差点 - 吉野郡下北山村・池原交差点）
- 国道370号（奈良県吉野郡大淀町・岡崎交差点 - 吉野郡大淀町・吉野警察署西交差点）
- 国道479号（大阪府大阪市平野区・瓜破交差点 - 大阪市平野区・喜連西池交差点）

### 道路施設

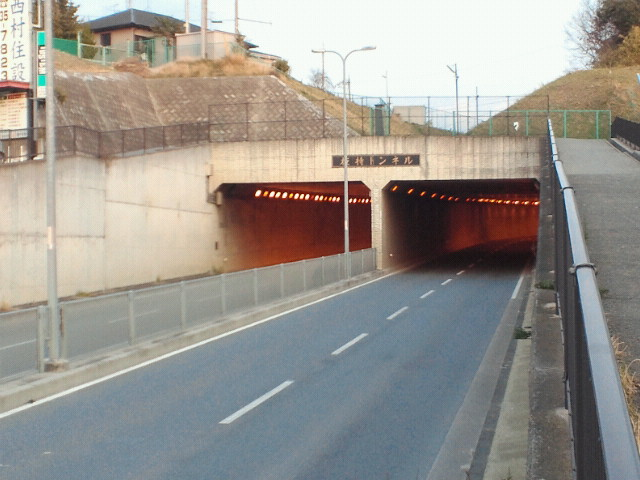
板持トンネル西側出口付近（富田林市東板持町）

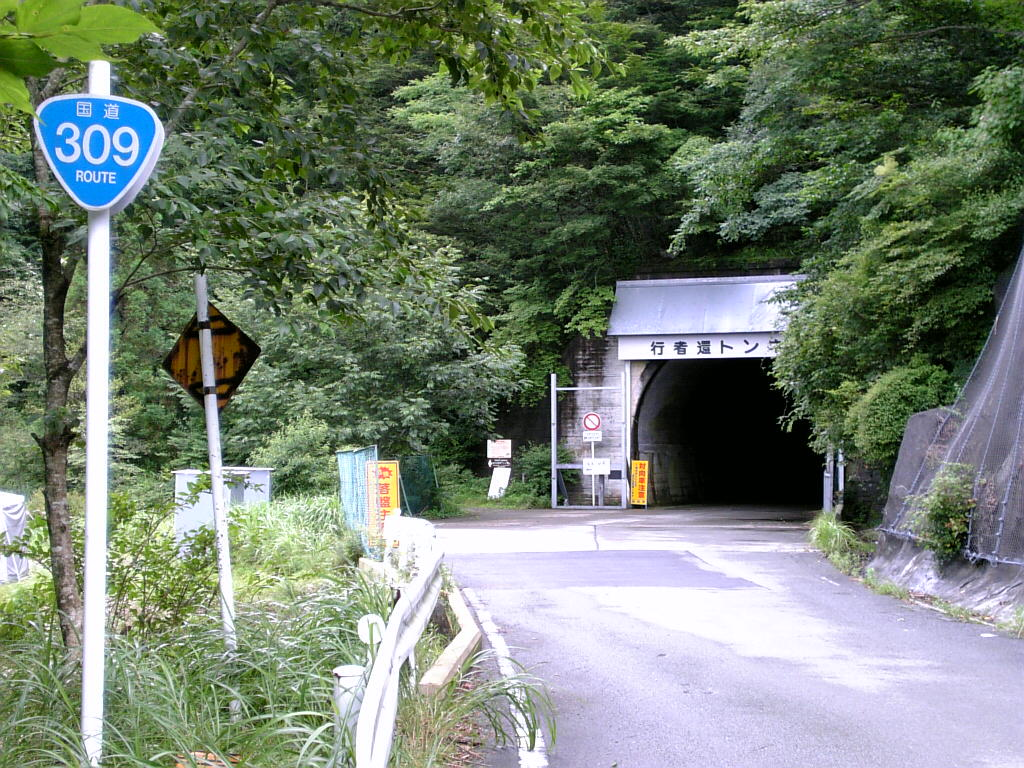
行者還トンネル東口（上北山村）

#### トンネル
- 板持トンネル（190 m） 1998年（平成10年）1月開通 幅員7.75 m（片側）
- 水越トンネル（2,370 m） 1996年（平成8年）開通 幅員9 m
- 関屋トンネル（202 m） 1992年（平成4年）開通 幅員8.5 m
- 広橋トンネル（674 m） 2001年（平成13年）3月開通 幅員7 m
- 登石トンネル（117 m） 1997年（平成9年）3月開通 幅員7 m
- 丹生トンネル（570 m） 2016年（平成28年）8月開通
- 新笠木トンネル（1,693 m） 1984年（昭和59年）9月開通 幅員8 m
- 新川合トンネル（2,751 m） 1997年（平成9年）10月開通 幅員8 m
- 白倉隧道（31 m） 1935年（昭和10年）開通 幅員2.5 m
- 行者還トンネル（1,151 m） 1976年（昭和51年）10月開通

旧道
- 笠木トンネル（203 m） 1970年（昭和45年）10月開通 幅員7 m
- 川合隧道（143 m） 1956年（昭和31年）開通 幅員5 m ※開通時の名称は笠木トンネル

#### 道の駅
- 奈良県
  - 吉野路 上北山（吉野郡上北山村、国道169号重複区間内）
  - きなりの郷 下北山（吉野郡下北山村、国道169号重複区間内、道の駅としては建設中）
  - 吉野路 黒滝（吉野郡黒滝村）
- 大阪府
  - ちはやあかさか（南河内郡千早赤阪村）
  - かなん（南河内郡河南町）

### 交通量
（2009年度大阪府交通センサスより）
平日24時間交通量（台）
| 地点                  | 台数   |
| --------------------- | ------ |
| 南河内郡河南町上河内  | 04,212 |
| 南河内郡河南町神山    | 05,680 |
| 富田林市東板持        | 09,758 |
| 富田林市西板持        | 22,318 |
| 堺市美原区木材通1丁目 | 39,381 |
| 松原市三宅西7丁目     | 42,941 |
| 大阪市平野区瓜破6丁目 | 30,230 |
| 大阪市平野区西脇4丁目 | 05,173 |

## 地理
路線の大部分の区間は、紀伊半島の紀伊山地山間部にあり、渓谷の川沿いに道路が延びる。標高の最高地点は、奈良県上北山村と天川村の村境にまたがる行者還トンネル付近で、標高1,100 mを超える。上北山 - 天川間の元林道区間は山深く、渓流沿いもしくは、険しく切り立った山の斜面にへばりつくように道路が通っている。

### 通過する自治体
- 三重県
  - 熊野市
- 奈良県
  - 吉野郡下北山村 - 吉野郡上北山村 - 吉野郡天川村 - 五條市 - 吉野郡黒滝村 - 吉野郡下市町 - 吉野郡大淀町 - 御所市
- 大阪府
  - 南河内郡千早赤阪村 - 南河内郡河南町 - 南河内郡千早赤阪村 - 南河内郡河南町 - 富田林市 - 堺市（美原区）- 松原市 - 大阪市（平野区）

### 交差する道路
| 交差する道路                                                                                            | 交差する場所 | 交差する場所 | 交差する場所 | 交差する場所       | 備考                                                 |
| --- | ------------ | ------------ | ------------ | ------------------ | ---------------------------------------------------- |
| 国道42号                                                                                                | 三重県       | 熊野市       | 熊野市       | 小阪               |                                                      |
| 国道169号                                                                                               | 三重県       | 熊野市       | 熊野市       | （五郷町桃崎）     | ※ここから奈良県吉野郡上北山村西原まで国道169号と重複 |
| 国道425号                                                                                               | 奈良県       | 吉野郡       | 下北山村     | 上池原             |                                                      |
| 国道425号                                                                                               | 奈良県       | 吉野郡       | 下北山村     | 池原               |                                                      |
| 国道169号                                                                                               | 奈良県       | 吉野郡       | 上北山村     | （西原）           |                                                      |
| 奈良県道21号大峯山公園線                                                                                | 奈良県       | 吉野郡       | 天川村       | （川合）           |                                                      |
| 奈良県道53号高野天川線                                                                                  | 奈良県       | 吉野郡       | 天川村       | 川合               |                                                      |
| 奈良県道49号勢井宗川野線                                                                                | 奈良県       | 五條市       | 五條市       | （西吉野町勢井）   |                                                      |
| 奈良県道48号洞川下市線                                                                                  | 奈良県       | 吉野郡       | 下市町       | （善城）           |                                                      |
| 奈良県道20号下市宗桧線                                                                                  | 奈良県       | 吉野郡       | 下市町       | （下市）           |                                                      |
| 奈良県道20号下市宗桧線                                                                                  | 奈良県       | 吉野郡       | 下市町       | （下市）           |                                                      |
| 奈良県道48号洞川下市線                                                                                  | 奈良県       | 吉野郡       | 下市町       | （下市）           |                                                      |
| 奈良県道20号下市宗桧線                                                                                  | 奈良県       | 吉野郡       | 下市町       | （下市）           |                                                      |
| 奈良県道39号五條吉野線                                                                                  | 奈良県       | 吉野郡       | 下市町       | 千石橋南詰         |                                                      |
| 国道370号                                                                                               | 奈良県       | 吉野郡       | 大淀町       | 岡崎               |                                                      |
| 国道370号                                                                                               | 奈良県       | 吉野郡       | 大淀町       | 吉野警察署西       |                                                      |
| 京奈和自動車道 御所南IC                                                                                 | 奈良県       | 御所市       | 御所市       | （條）             |                                                      |
| 国道24号                                                                                                | 奈良県       | 御所市       | 御所市       | 室                 |                                                      |
| 奈良県道30号御所香芝線                                                                                  | 奈良県       | 御所市       | 御所市       | 名柄               |                                                      |
| 大阪府道27号柏原駒ヶ谷千早赤阪線                                                                        | 大阪府       | 南河内郡     | 千早赤阪村   | （水分）           |                                                      |
| 大阪府道705号富田林五條線                                                                               | 大阪府       | 南河内郡     | 河南町       | 神山南             |                                                      |
| 南河内フルーツロード                                                                                    | 大阪府       | 富田林市     | 富田林市     | 佐備神山           | 農免道路                                             |
| 国道170号                                                                                               | 大阪府       | 富田林市     | 富田林市     | 川西南             |                                                      |
| 国道170号 ＜大阪外環状線＞                                                                              | 大阪府       | 富田林市     | 富田林市     | 新家               |                                                      |
| 大阪府道202号森屋狭山線                                                                                 | 大阪府       | 富田林市     | 富田林市     | （津々山台一丁目） | ※国道309号北行と府道202号を接続                      |
| 大阪府道202号森屋狭山線                                                                                 | 大阪府       | 富田林市     | 富田林市     | （小金台三丁目）   | ※国道309号南行と府道202号を接続                      |
| 大阪府道36号泉大津美原線                                                                                | 大阪府       | 堺市         | 美原区       | 菅生               |                                                      |
| 大阪府道35号堺富田林線                                                                                  | 大阪府       | 堺市         | 美原区       | 平尾小学校西       |                                                      |
| 大阪府道35号堺富田林線                                                                                  | 大阪府       | 堺市         | 美原区       | 舟渡南             |                                                      |
| 大阪府道35号堺富田林線                                                                                  | 大阪府       | 堺市         | 美原区       | 舟渡北             |                                                      |
| 阪和自動車道 美原南IC 大阪府道36号泉大津美原線                                                          | 大阪府       | 堺市         | 美原区       | 下黒山             |                                                      |
| 大阪府道2号大阪中央環状線                                                                               | 大阪府       | 松原市       | 松原市       | 丹南               |                                                      |
| 大阪府道31号堺羽曳野線                                                                                  | 大阪府       | 松原市       | 松原市       | 丹南北             |                                                      |
| 大阪府道・奈良県道12号堺大和高田線                                                                      | 大阪府       | 松原市       | 松原市       | （高見の里四丁目） | ※国道309号北行と府道12号を接続                       |
| 大阪府道12号堺大和高田線                                                                                | 大阪府       | 松原市       | 松原市       | （上田四丁目）     | ※国道309号南行と府道12号を接続                       |
| 阪神高速14号松原線 三宅出入口                                                                           | 大阪府       | 松原市       | 松原市       | （三宅中六丁目）   |                                                      |
| 阪神高速14号松原線 喜連瓜破出入口 国道479号＜大阪内環状線＞ 大阪府道42号・179号住吉八尾線＜長居公園通＞ | 大阪府       | 大阪市       | 平野区       | 瓜破               |                                                      |
| 国道479号＜長居公園通＞                                                                                 | 大阪府       | 大阪市       | 平野区       | 喜連西池           |                                                      |
| 大阪府道5号大阪港八尾線＜南港通＞                                                                       | 大阪府       | 大阪市       | 平野区       | 平野区役所前       |                                                      |
| 国道25号                                                                                                | 大阪府       | 大阪市       | 平野区       | 平野馬場           |                                                      |

※ 交差する場所の括弧書きは地名、それ以外は交差点名で表示